# Alphonse VIII
Pour les articles homonymes, voir Alphonse.
Alphonse VIII de Castille, né le 11 novembre 1155 à Soria et mort le 6 octobre 1214 à Gutierre-Muñoz, est roi de Castille de 1158 à sa mort. Après un début de règne difficile sous la régence du comte de Lara, puis une défaite militaire contre les Almohades à Alarcos en 1195, il résiste à l'invasion de son royaume par une coalition du califat musulman et des royaumes chrétiens de León et de Navarre. Il devient ensuite un héros de la Reconquista après sa victoire décisive à Las Navas de Tolosa en 1212. Par sa fille Blanche de Castille, il est le grand-père du roi Saint Louis.

## Biographie
Fils du roi Sanche III de Castille et de Blanche de Navarre, Alphonse naît le 11 novembre 1155, probablement à Soria,. Il accède au trône en 1158, à l'âge de deux ans, après la mort de son père Sanche III. La régence est assurée par Manrique Pérez de Lara, un puissant baron castillan de la famille de Lara. L'enfant-roi est alors un enjeu entre les deux partis nobles qui se disputent le pouvoir, les Lara et les Castro. Son oncle, le roi Ferdinand II de León, réclame également la régence, ce qui conduit à une quasi-guerre civile. La famille de Lara et la famille de Castro s'affrontent pour la tutelle du jeune roi en mars 1160 à Lobregal, puis en juillet 1164 à Huete. Manrique est tué au cours de la bataille ; c'est son frère, Nuño Pérez de Lara, qui obtient la tutelle du jeune roi jusqu'à sa majorité. La ville de Tolède, conquise par le roi de León en 1162 et remise à la famille de Castro, est reconquise par les Castillans en 1166

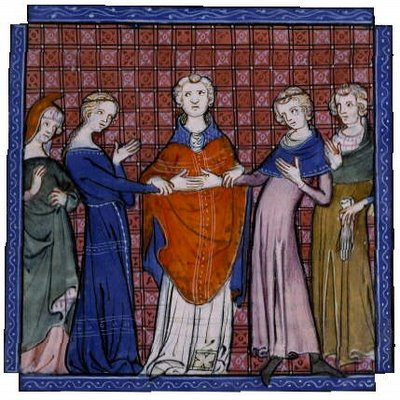
Le mariage d'Alphonse et d'Aliénor. Miniature du XIIIe siècle.

Le 11 novembre 1169, Alphonse est déclaré majeur et assume personnellement le gouvernement du royaume de Castille. En 1170, à Tarazona, il épouse Aliénor d'Angleterre, fille du roi Henri II d'Angleterre et d'Aliénor d'Aquitaine,.
Son règne de quarante-cinq ans est marqué par la lutte contre les Almohades. En 1172, Alphonse contraint le calife Yusuf à lever le siège de la ville de Huete. En 1177, le roi de Castille s'empare de la ville de Cuenca après un siège de neuf mois. En mars 1179, il signe avec le royaume d'Aragon le traité de Cazola, qui répartit entre les deux royaumes les zones de conquête dans le sud de la péninsule Ibérique. En juin 1182, l'armée castillane, dirigée personnellement par le roi, effectue un raid dans les environs de Cordoue. En avril 1190, après avoir lancé un appel à la guerre sainte, le calife almohade Al-Mansur traverse le détroit de Gibraltar à la tête d'une armée et concentre ses troupes à Cordoue. Alphonse signe avec lui une trêve de deux ans ; le calife dirige alors ses troupes contre le royaume de Portugal. En 1194, après une nouvelle trêve de deux ans, Alphonse lance une vaste expédition contre les Almohades et campe aux portes de Séville. Un nouvel appel à la guerre sainte est lancé, et un nouveau contigent de volontaires musulmans traverse le détroit en juin 1195. Le 18 juillet, l'armée castillane subit une défaite décisive à Alarcos ; Alphonse est contraint de battre en retraite avec une vingtaine de chevaliers en direction de Tolède. 
À la suite du désastre d'Alarcos, toutes les forteresses castillanes situées au sud des monts de Tolède sont perdues, y compris Calatrava. Le royaume de Castille est ensuite envahi par une coalition des Almohades avec les rois Alphonse IX de León et Sanche VII de Navarre. La Castille résiste néanmoins à l'invasion, grâce notamment au soutien du roi Pierre II d'Aragon. En 1197, Alphonse signe une trêve avec les Almohades et un traité de paix avec le royaume de León. Un mariage est conclu entre la fille d'Alphonse VIII, Bérengère de Castille, et le roi de León. La trêve entre le royaume de Castille et le califat almohade est quant à elle prolongée jusqu'en 1210. En 1202, Alphonse revendique la Gascogne apportée en dot par son épouse Aliénor d'Angleterre. En 1204, à la mort de sa belle-mère, Aliénor d'Aquitaine, il envahit le sud de l'Aquitaine. Son expédition l'emmène jusqu'aux portes de Bordeaux qu'il assiège sans succès[réf. nécessaire].

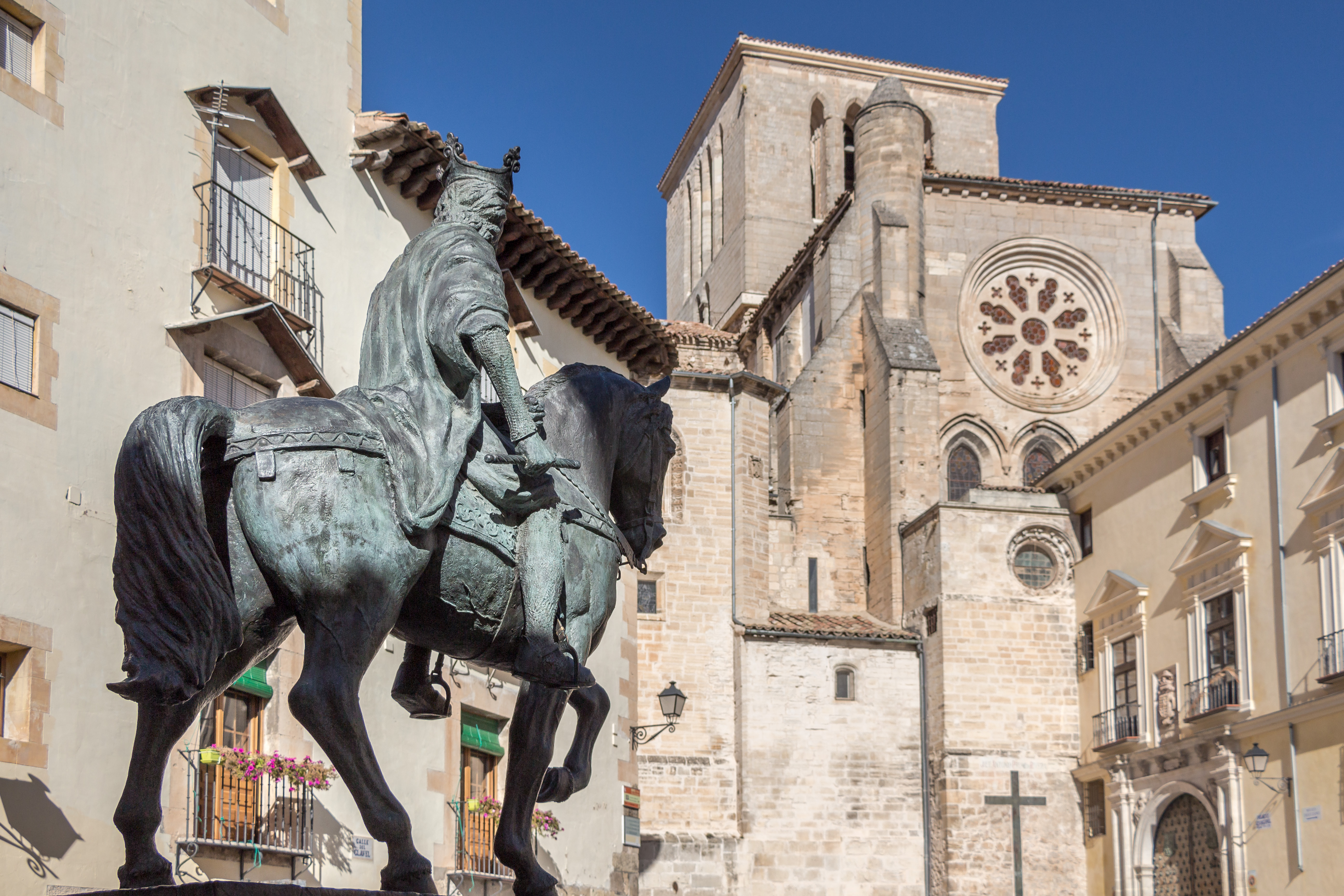
Statue d'Alphonse VIII à Cuenca.

En juin 1211, les Almohades concentrent à Séville la plus grande armée jamais vue dans la péninsule. Leur objectif est la forteresse de Salvatierra, près de Calatrava. Le château se rend aux musulmans après un siège de deux mois. Alphonse, qui ne peut risquer une confrontation immédiate avec les Almohades, rassemble ses forces et prépare l'offensive pour l'année suivante. Il reçoit de nombreux soutiens, et obtient du pape Innocent III un appel à la croisade contre les musulmans. L'armée castillane, renforcée par d'importants contingents venus d'Aragon et de Navarre, quitte Tolède en juin 1212. Le 16 juillet, les troupes chrétiennes remportent une victoire décisive à Las Navas de Tolosa. Ce succès permet au roi de Castille de prendre Baeza, Úbeda, et toute la haute vallée du Guadalquivir. Une nouvelle trêve est ensuite signée avec le califat almohade en 1214.
Alphonse VIII meurt à Gutierre-Muñoz le 6 octobre 1214. Son seul fils survivant, Henri, n'a que dix ans. La régence est accaparée par le comte Álvaro Núñez de Lara (es).

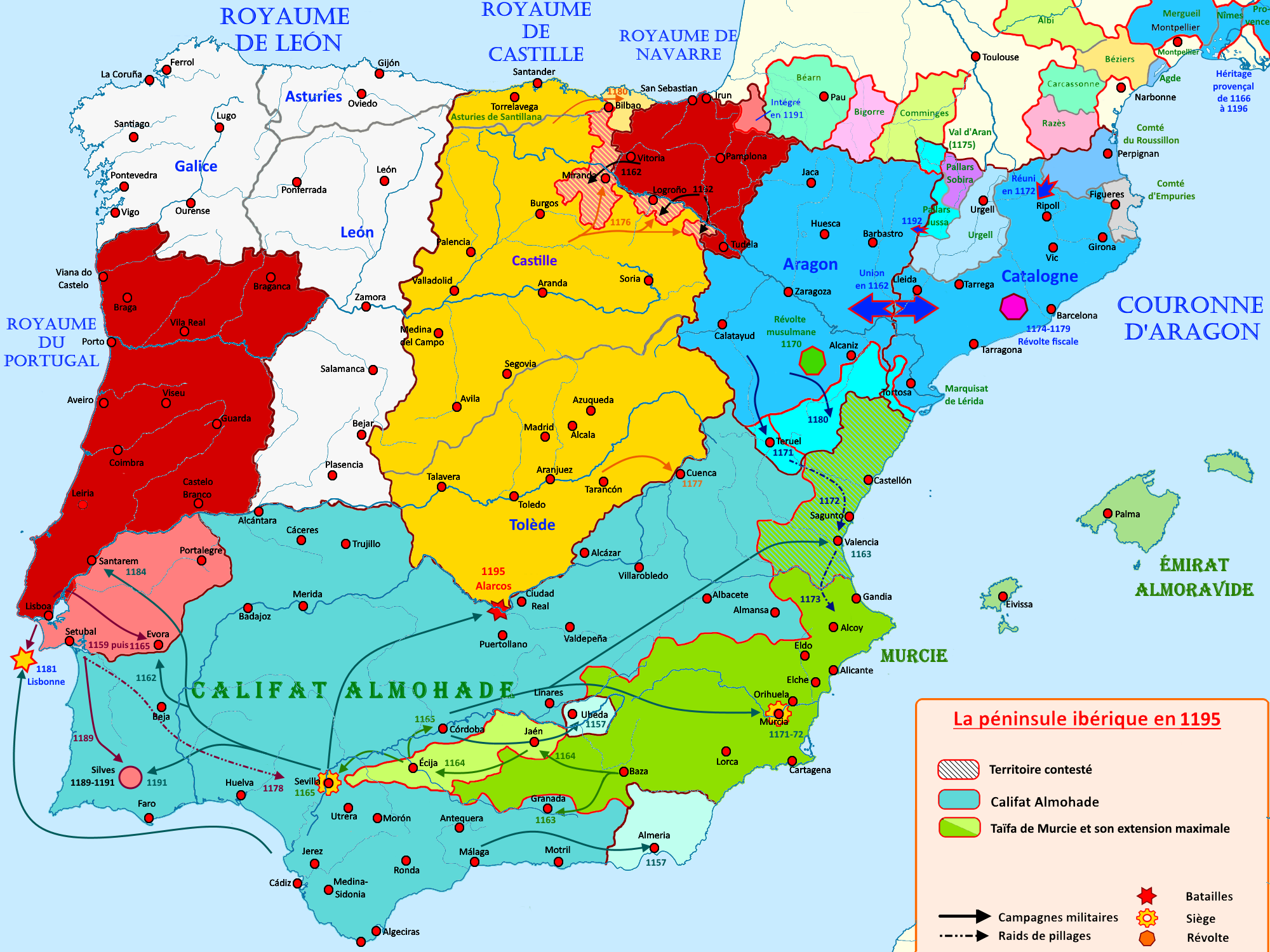
Le royaume de Castille de 1157 à 1195.
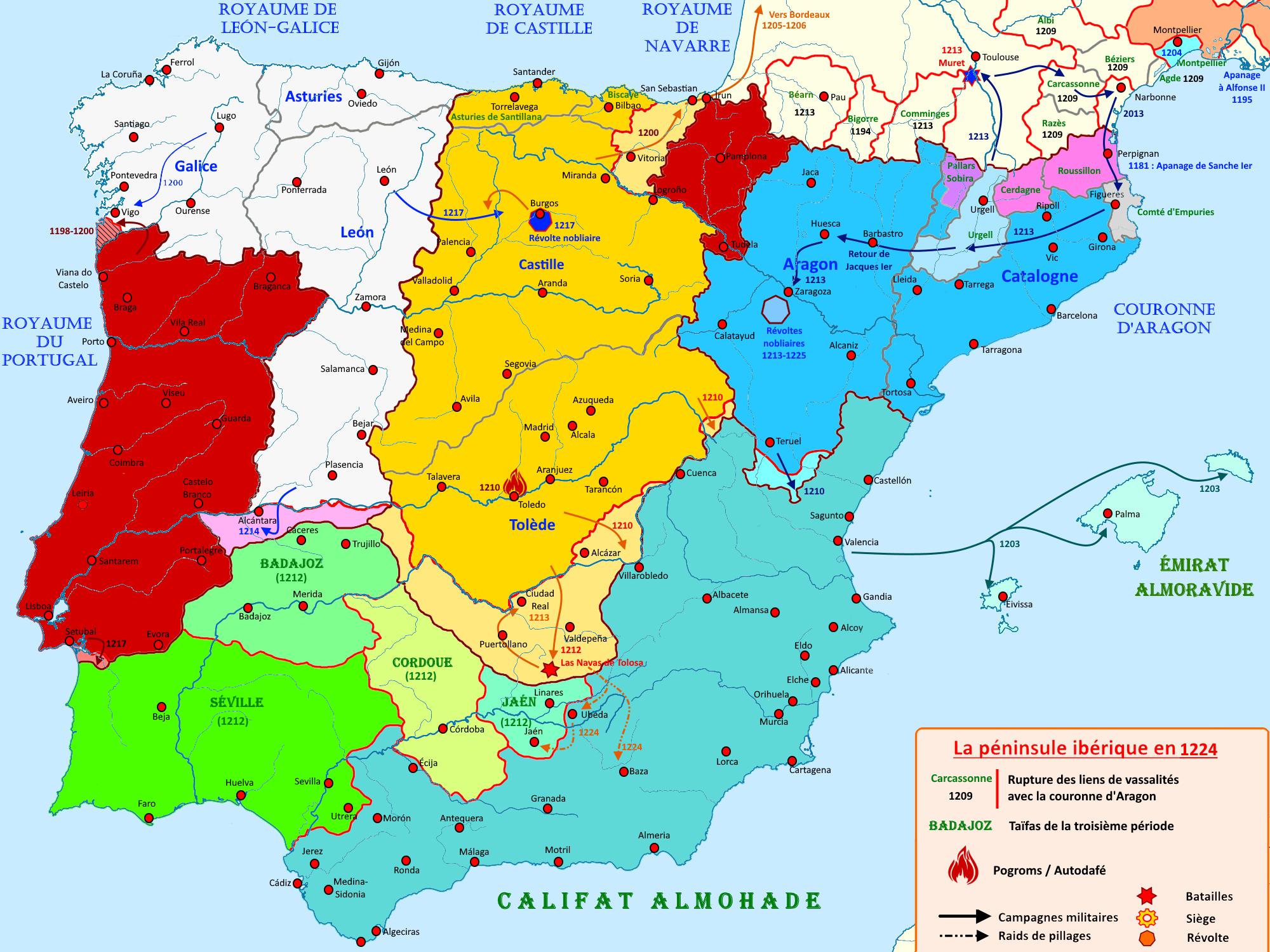
Le royaume de Castille de 1195 à 1224.

## Héritage
Alphonse est le fondateur de la première université espagnole : le studium generale de Palencia, qui disparaît après sa mort. 
Amateur de musique, et adepte de la fin'amor, le roi s’associe aux artistes de l’époque, parmi lesquels : Arnaut-Guilhem de Marsan, Peire d’Auvergne, Guillem de Berguedan, Peire Vidal, Guiraut de Calanson, Guiraut de Borneil, Peire Rogier, Aimeric de Peguillan, Guillem de Berguedan, Folquet de Marseille, et Raimon Vidal de Besaudun.

## Mariage et descendance
Il est marié en 1170 à sa majorité à l'âge de quinze ans, avec Aliénor d'Angleterre âgée de huit ans, fille d'Henri II d'Angleterre et d'Aliénor d'Aquitaine, dont les possessions en font les plus grands souverains du moment. Ils ont douze enfants, dont quatre filles qui deviennent reines :
- Bérengère, reine de Castille (1180–1246) après son frère Henri, mariée à Conrad II de Souabe, duc de Souabe, puis à Alphonse IX, roi de León ;
- l'infant Sanche (5 avril - 9 juillet 1181) ;
- l'infante Sancha (1182–1184) ;
- l'infante Urraque (1186–1220), mariée à Alphonse II de Portugal ;
- l'infante Blanche (1188–1252), mariée à Louis VIII de France et régente de ce royaume durant la minorité et les croisades de son fils Louis IX (1226 à 1235) ;
- l'infant Ferdinand (1189–1211) ;
- l'infante Mafalda (1191–1204) ;
- l'infante Constance (1195-1243), abbesse de Las Huelgas (es) ;
- l'infante Aliénor (1202–1244), princesse de Castille, mariée à Jacques Ier d'Aragon ;
- Henri Ier (1204–1217), roi après son père.

Des récits légendaires très postérieurs attribuent au roi une relation hors-mariage passionnée avec une femme juive qui aurait finalement été assassinée par des proches,.